# James Madison Wells
James Madison Wells, född 8 januari 1808 nära Alexandria i Orleansterritoriet (nuvarande Louisiana), död 28 februari 1899 i Lecompte i Louisiana, var en amerikansk politiker. Han var viceguvernör under Michael Hahn i den av nordstaterna ockuperade delen av Louisiana 1864–1865 och Louisianas guvernör i början av rekonstruktionstiden 1865–1867. Han var först unionist, sedan demokrat och senare republikan.
Wells studerade juridik i Cincinnati och arbetade som sheriff i Rapides Parish. År 1864 tillträdde han som viceguvernör i den av unionen kontrollerade delen av Louisiana och följande år efterträdde han Michael Hahn i guvernörsämbetet. Efter inbördeskriget ockuperades hela Louisiana av USA:s armé och Wells avsattes år 1867 av general Philip Sheridan. Wells var en varm förespråkare för afroamerikanernas politiska rättigheter och motståndarna ställde till med oroligheter. Wells avsattes för att lugna läget. Wells efterträddes 1867 som guvernör av Benjamin Flanders.
Katoliken Wells avled 1899 och gravsattes i Rapides Parish.